# Prachovec

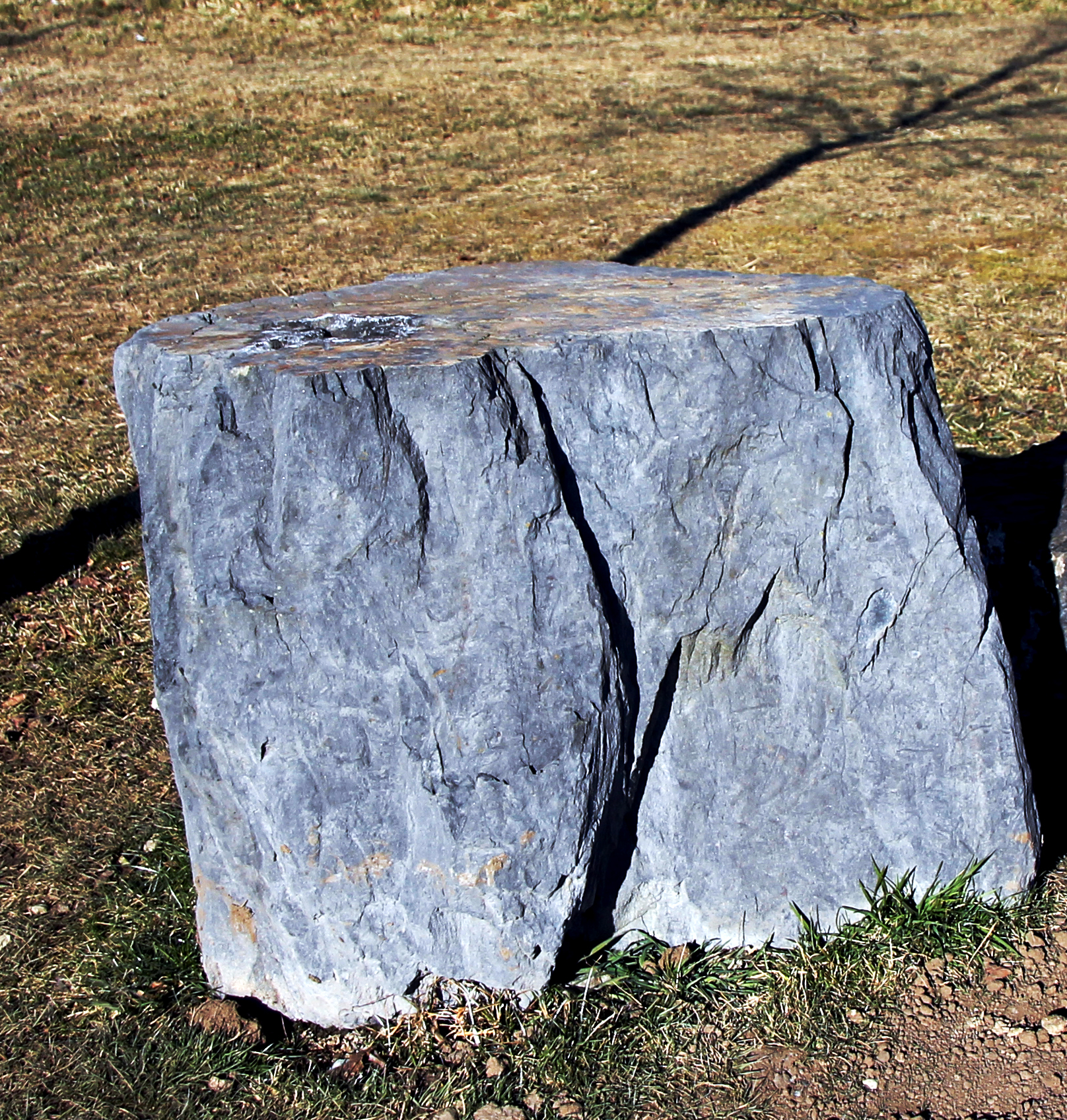
Prachovec z Prahy

Prachovec (též aleurit) je sedimentární hornina, zpevněný ekvivalent prachu, přičemž částice velikosti prachu se na složení horniny podílejí minimálně dvěma třetinami.
V opačném případě se takové horniny nazývají kalovce (2/3 až 1/3 prachových částic), nebo jílovce (méně než 1/3 prachových částic z celého objemu horniny). Vyskytují se ve všech sedimentárních oblastech (od vysokohorských jezer až po mořské příkopy), v různých klimatických podmínkách (od polárních oblastí po džungle) a ve všech geologických obdobích (od archaika až po současnost). Metamorfózou prachovců vznikají břidlice, s pokračujícím stupněm přeměny se tvoří fylity.
Důležitým identifikačním znakem prachových hornin je jejich barva, která závisí hlavně na oxidačním stupni železa. Červená až fialová barva indikuje výskyt železitých (Fe3+) kationtů, zelené odstíny naopak železnaté (Fe2+) kationty. Všeobecně se výskyt železitých kationtů váže na kontinentální (terestrická) prostředí, železnaté kationty se vyskytují v mořských prostředích.
Nejčastěji je textura prachovců vrstevnatá, ale vyskytují se i masívní textury (hlavně při sedimentaci z hustých proudů). V jemnozrnných sedimentech se často vyskytují konkrece (kalcitové, sideritové, pyritové, křemité a fosfátové), ty vznikají buď těsně po uložení, nebo později, při litifikaci.